# Dan Wells
Daniel Dwayne Wells, detto Dan (Contea di Orange, 25 ottobre 1973), è un personaggio televisivo e attore statunitense.
È famoso soprattutto per il ruolo di Eric Simpson in Watch Over Me.

## Biografia e Carriera
Dan Wells nasce nella Contea di Orange (California) il 25 ottobre 1974. Nel 2005 interpreta Stan Brady nella soap opera Il tempo della nostra vita riprendendo brevemente il ruolo nel 2021. Dal 2006 al 2007 interpreta Eric Simpson nella serie tv Watch Over Me. Nel corso della sua carriera appare in reality show come Lost e Boy Meets Boy, in film come Species III, Prayers for Bobby e Divorzio d'amore e in serie tv come Una mamma per amica, Free Ride, Will & Grace, CSI: NY, 90210, 2 Broke Girls, Castle, Legit, Hand of God, Animal Kingdom, S.W.A.T. e Mayans M.C..

## Filmografia

### Cinema
- Going Down (2003)
- Irangeles (2003)
- Bloody Tease (2004)
- Down the Rabbit Hole (2004)
- Species III (2004)
- Push (2004)
- The Deep Below (2007)
- Prayers for Bobby (2009)
- Anytown (2009)
- The Blue Wall (2009)
- Divorzio d'amore (2012)
- Final Heat (2024)

### Televisione
- Una mamma per amica - serie TV, 1 episodio (2004)
- Il tempo della nostra vita - soap opera (2005, 2021)
- Free Ride - serie TV, 5 episodi (2006)
- Will & Grace - serie TV, 1 episodio (2006)
- Watch Over Me - serie TV (2006-2007)
- CSI: NY - serie TV, 1 episodio (2007)
- 90210 - serie TV, 1 episodio (2010)
- 2 Broke Girls – serie TV, 1 episodio (2011)
- Castle – serie TV, 1 episodio (2012)
- Legit - serie TV, 1 episodio (2013)
- Hand of God - serie TV, 1 episodio (2017)
- Animal Kingdom – serie TV, 1 episodio (2018)
- S.W.A.T. – serie TV, 1 episodio (2019)
- Mayans M.C. – serie TV, 1 episodio (2021)